# Armstrongs flygplats
Armstrong är en flygplats i Kanada. Den ligger i den sydöstra delen av landet, 1 100 km nordväst om huvudstaden Ottawa. Armstrong ligger 322 meter över havet.
Terrängen runt Armstrong är platt. Trakten är glest befolkad. 